# Ribarica (obwód Łowecz)
Ribarica (bułg. Рибарица) – wieś w Bułgarii, w obwodzie Łowecz, w gminie Tetewen. Według danych szacunkowych Ujednoliconego Systemu Ewidencji Ludności oraz Usług Administracyjnych dla Ludności, 15 września 2022 roku miejscowość liczyła 1050 mieszkańców.

## Historia
Od czerwca 1940 r. do lata 1941 r. w Ribaricy funkcjonował niemiecki obóz koncentracyjny, w którym przebywało około stu więźniów, którzy pracowali przy budowie drogi do Trojanu. 8 marca 2007 r. do Ribaricy formalnie przyłączono wyludnione wsie Gorunowo i Brjazowo.

## Osoby związane z miejscowością

### Zmarli
- Georgi Benkowski (1843–1876) – bułgarski działacz niepodległościowy
- Władimir Wazow (1843–1876) – bułgarski generał porucznik